# Borchgrevink-Canyon
Koordinaten: 70° 15′ S, 170° 15′ O
Der Borchgrevink-Canyon ist ein Tiefseegraben vor der Nordküste des ostantarktischen Viktorialands. Er liegt östlich der Iselin Bank an der Grenze zwischen der Somow-See und dem Rossmeer.
Die vom Advisory Committee on Undersea Features im Jahr 1988 anerkannte Benennung erfolgte in Anlehnung an die Benennung der Borchgrevink-Küste, deren Namensgeber der norwegische Polarforscher Carsten Egeberg Borchgrevink (1864–1934) ist.